# 페르난도 코룬가
페르난도 코룬가(Fernando Colunga, 1966년 3월 3일 ~ )는 멕시코의 배우이다.

## 출연 작품
- 무비다스 (2007)